# Oberonia kempteri
Oberonia kempteri är en orkideart som beskrevs av Rudolf Schlechter. Oberonia kempteri ingår i släktet Oberonia och familjen orkidéer. Inga underarter finns listade i Catalogue of Life.